# Centralizzazione
Centralizzazione in senso generico è il processo secondo il quale le attività di un'organizzazione, in particolare quelle decisionali e progettuali, vengono concentrate in un luogo o da un gruppo di persone ristretto.

## Politologia
Il fenomeno dell'accentramento politico si manifesta attraverso la concentrazione del potere decisionale nelle mani di un singolo leader o di un ristretto gruppo dirigente, spesso a scapito delle istituzioni democratiche e della partecipazione popolare. 
In questo processo il leader - o il partito politico - dominante assume progressivamente il controllo di tutte le principali funzioni dello Stato, riducendo l'autonomia di altri organi di governo come il parlamento e la magistratura.
Le decisioni politiche ed economiche vengono prese unilateralmente, senza un reale confronto democratico.